# Thường trực Tỉnh ủy 2010–2015
Thường trực Tỉnh ủy 2010–2015 bao gồm Thường trực Đảng bộ tỉnh, thành phố trực thuộc Trung ương (gọi chung là cấp tỉnh ủy) trong nhiệm kỳ Đại hội Đảng bộ cấp tỉnh từ 2010–2015. Đại hội Đảng bộ cấp tỉnh, thành phố trực thuộc Trung ương hiện tại thường diễn ra cùng lúc trước Đại hội Đảng toàn quốc khoảng 2-3 tháng và thường diễn ra chung vào tháng 10.
Thường trực Tỉnh ủy trực tiếp được quản lý bởi Trung ương Đảng và chịu trách nhiệm trước Ban chấp hành Đảng bộ tỉnh.

## Tổ chức
Thường trực Tỉnh ủy là cơ quan tập thể lãnh đạo cấp cao trong Tỉnh ủy, và Thành ủy trực thuộc Trung ương. Các thành viên trong Thường trực là Bí thư và các Phó bí thư tỉnh ủy.
Do hệ thống Việt Nam do Đảng lãnh đạo, nên vị trí Thường trực tỉnh ủy trong bộ máy chính quyền là tuyệt đối. Các chức vụ hành pháp hay lập pháp cùng cấp đều thuộc diện Thường trực tỉnh ủy quản lý. Như Chủ tịch Ủy ban nhân dân tỉnh, hay chủ tịch Hội đồng nhân dân tỉnh sẽ thường phải là phó bí thư tỉnh ủy hoặc sẽ được bầu trong Hội nghị tỉnh ủy gần nhất.
Trong nhiệm kỳ 2010–2015 có: 
- 63/63 tỉnh Chủ tịch Ủy ban nhân dân tỉnh, thành phố trực thuộc trung ương là Phó bí thư tỉnh ủy.
- 27/63 tỉnh Bí thư tỉnh ủy kiêm nhiệm chủ tịch Hội đồng nhân dân tỉnh, thành phố trực thuộc trung ương
- 31/63 tỉnh Bí thư Tỉnh ủy là Ủy viên Trung ương Đảng, và 2/63 Bí thư là Ủy viên Bộ chính trị
- 24/63 tỉnh Chủ tịch Hội đồng nhân dân tỉnh là Phó Bí thư Tỉnh ủy hoặc kiêm nhiệm Phó Bí thư Thường trực Tỉnh ủy

## Đại hội Đảng bộ cấp tỉnh
Trước năm 1990 các Đại hội Đảng bộ cấp tỉnh thường không thống nhất chung thời gian tổ chức, từ năm 1991 tất cả các Đại hội Đảng bộ cấp tỉnh đều diễn ra chung thời gian. Nhân sự bộ máy trong Thường trực và Ban Thường vụ sẽ được quyết định ngay tại Hội nghị đầu tiên sau Đại hội Đảng bộ.
Từ năm 2010 Ban Bí thư và Bộ chính trị quyết định thí điểm tại một số tỉnh thành bầu trực tiếp Bí thư tỉnh ủy do Đại hội Đảng cấp tỉnh bầu.

## Danh sách Thường trực tỉnh ủy các tỉnh
Chức vụ trong chính quyền sẽ được tình từ thời gian bắt đầu Hội đồng nhân dân khóa mới sau Đại hội Đảng.
Chức vụ trong Trung ương được tính từ sau Đại hội Đảng toàn quốc.
| STT | Tỉnh Thành phố trực thuộc Trung ương | Đại hội Đại biểu Đảng bộ Khóa | Bí thư              | Chức vụ | Phó Bí thư           | Chức vụ | Ghi chú |
| --- | ------------------------------------ | ----------------------------- | ------------------- | --- | -------------------- | --- | --- |
| 1   | An Giang                             | IX (10/2010-10/2015)          | Phan Văn Sáu        | Ủy viên Trung ương Đảng (từ 19/1/2011) Chủ tịch Hội đồng nhân dân tỉnh (từ 10/6/2011) | Võ Thị Ánh Xuân      | Ủy viên dự khuyết Ban Chấp hành Trung ương Đảng Phó Bí thư Thường trực tỉnh ủy (đến 1/2013) Phó Chủ tịch Ủy ban nhân dân tỉnh (1/2013-2/2014) | |
| 1   | An Giang                             | IX (10/2010-10/2015)          | Phan Văn Sáu        | Ủy viên Trung ương Đảng (từ 19/1/2011) Chủ tịch Hội đồng nhân dân tỉnh (từ 10/6/2011) | Phạm Biên Cương      | Phó Bí thư Thường trực tỉnh ủy (đến 1/2013)                                                                                                   | |
| 1   | An Giang                             | IX (10/2010-10/2015)          | Phan Văn Sáu        | Ủy viên Trung ương Đảng (từ 19/1/2011) Chủ tịch Hội đồng nhân dân tỉnh (từ 10/6/2011) | Vương Bình Thạnh     | Chủ tịch Ủy ban nhân dân tỉnh (từ 11/6/2011)                                                                                                  | Bản mẫu:Bí thư và Phó Bí thư Tỉnh ủy Bà Rịa - Vũng Tàu khóa V (2010–2015) |
| 3   | Bạc Liêu                             | XIV (2010-2015)               | Võ Văn Dũng         | Ủy viên Trung ương Đảng Chủ tịch Hội đồng nhân dân tỉnh | Lê Minh Khái         | Chủ tịch Ủy ban nhân dân tỉnh (từ 10/2014) | Bổ nhiệm tháng 3/2014 |
| 3   | Bạc Liêu                             | XIV (2010-2015)               | Võ Văn Dũng         | Ủy viên Trung ương Đảng Chủ tịch Hội đồng nhân dân tỉnh | Phạm Hoàng Bê        | Chủ tịch Ủy ban nhân dân tỉnh | Mất khi đang tại nhiệm (ngày 30/4/2014) |
| 3   | Bạc Liêu                             | XIV (2010-2015)               | Võ Văn Dũng         | Ủy viên Trung ương Đảng Chủ tịch Hội đồng nhân dân tỉnh | Dương Thành Trung    | Phó Bí thư thường trực (từ 2015) | Bổ nhiệm 18/12/2014 |
| 3   | Bạc Liêu                             | XIV (2010-2015)               | Võ Văn Dũng         | Ủy viên Trung ương Đảng Chủ tịch Hội đồng nhân dân tỉnh | Trương Minh Chiến    | Trưởng Ban Nội chính tỉnh ủy | |
| 3   | Bạc Liêu                             | XIV (2010-2015)               | Võ Văn Dũng         | Ủy viên Trung ương Đảng Chủ tịch Hội đồng nhân dân tỉnh | Nguyễn Văn Út        | Phó Bí thư thường trực (đến 2015) | |
| 4   | Bắc Kạn                              | X (2010-2015)                 | Nguyễn Xuân Cường   | Ủy viên Trung ương Đảng | Lý Thái Hải          | Chủ tịch Ủy ban nhân dân tỉnh (từ 4/2014) | Từ tháng 2/2013 Bí thư Nguyễn Xuân Cường giữ chức Phó Ban Kinh tế Trung ương |
| 4   | Bắc Kạn                              | X (2010-2015)                 | Hà Văn Khoát        | Bí thư tỉnh ủy (3/2013-3/2015) Chủ tịch Hội đồng nhân dân tỉnh (2011-3/2015) Phó Bí thư Thường trực tỉnh ủy (2010-3/2013) | Hoàng Ngọc Đường     | Chủ tịch Ủy ban nhân dân tỉnh (2011-4/2014)                                                                                                   | Bí thư Hà Văn Khoát và Chủ tịch Hoàng Ngọc Đường nghỉ chế độ tháng 3/2015 và tháng 4/2014 |
| 4   | Bắc Kạn                              | X (2010-2015)                 | Nguyễn Văn Du       | Bí thư Tỉnh ủy (từ 3/2015) Chủ tịch Hội đồng nhân dân tỉnh (từ 3/2015) Phó Bí thư Thường trực Tỉnh ủy (3/2013-4/2015) | Nguyễn Hoàng Hiệp    | | Nguyễn Hoàng Hiệp bổ sung tháng 3/2014 |
| 5   | Bắc Giang                            | XVII (2010-2015)              | Nông Quốc Tuấn      | Ủy viên Trung ương Đảng | Thân Văn Khoa        | Phó Bí thư Thường trực Chủ tịch Hội đồng nhân dân tỉnh                                                                                        | Tháng 6/2012 Bí thư Nông Quốc Tuấn đảm nhiệm Phó chủ nhiệm Ủy ban Dân tộc |
| 5   | Bắc Giang                            | XVII (2010-2015)              | Bùi Văn Hải         | Bí thư tỉnh ủy (từ 2/2015) Chủ tịch Ủy ban nhân dân tỉnh (2011-4/2015) | Nguyễn Văn Linh      | Chủ tịch Ủy ban nhân dân tỉnh (từ 27/4/2015)                                                                                                  | Bổ sung Nguyễn Văn Linh làm Phó Bí thư ngày 27/4/2015 |
| 5   | Bắc Giang                            | XVII (2010-2015)              | Trần Sỹ Thanh       | Ủy viên dự khuyết Trung ương Đảng Bí thư tỉnh ủy (6/2012-2/2015) |                      | | Tháng 2/2015 điều động về công tác tại Ủy ban Kiểm tra Trung ương |
| 6   | Bắc Ninh                             | XVIII (2010-2015)             | Nguyễn Công Ngọ     | Ủy viên Trung ương Đảng | Nguyễn Hữu Quất      | Phó Bí thư Thường trực tỉnh ủy (từ 2/2015) | Từ tháng 2/2011 Bí thư Nguyễn Công Ngọ đảm nhiệm công tác khác Nguyễn Hữu Quất bổ sung năm 2015 |
| 6   | Bắc Ninh                             | XVIII (2010-2015)             | Trần Văn Túy        | Ủy viên Trung ương Đảng Bí thư tỉnh ủy (22/2/2011-11/2/2015) | Nguyễn Tử Quỳnh      | Chủ tịch Ủy ban nhân dân tỉnh (từ 24/4/2015)                                                                                                  | Từ ngày 28/2/2015 Bí thư Trần Văn Túy đảm nhiệm Phó trưởng Ban Tổ chức Trung ương Nguyễn Tử Quỳnh bổ sung năm 2015                                                                                     |
| 6   | Bắc Ninh                             | XVIII (2010-2015)             | Nguyễn Nhân Chiến   | Bí thư tỉnh ủy (từ 11/2/2015) Chủ tịch Hội đồng nhân dân tỉnh (từ 24/4/2015) Chủ tịch Ủy ban nhân dân tỉnh (4/2011-4/2015) Phó Bí thư tỉnh ủy (4/2011-2/2015) | Nguyễn Sỹ            | Phó Bí thư Thường trực tỉnh ủy (đến 2/2015) Chủ tịch Hội đồng nhân dân tỉnh (2011-4/2015)                                                     | Nguyễn Hữu Chiến bổ sung tháng 4/2011 Nguyễn Sỹ nghỉ chế độ |
| 6   | Bắc Ninh                             | XVIII (2010-2015)             | Nguyễn Nhân Chiến   | Bí thư tỉnh ủy (từ 11/2/2015) Chủ tịch Hội đồng nhân dân tỉnh (từ 24/4/2015) Chủ tịch Ủy ban nhân dân tỉnh (4/2011-4/2015) Phó Bí thư tỉnh ủy (4/2011-2/2015) | Nguyễn Thị Hà        | | Điều động từ ngày 12/3/2014 |
| 7   | Bến Tre                              | IX (2010-2015)                | Nguyễn Thành Phong  | Ủy viên Trung ương Đảng Chủ tịch Hội đồng nhân dân tỉnh (7/2013-5/2015) | Hà Thanh Niên        | Phó Bí thư thường trực tỉnh ủy (đến 12/2012)                                                                                                  | Tháng 3/2015 Nguyễn Thanh Phong điều động làm phó bí thư thành ủy Hồ Chí Minh Tháng 12/2012 miễn nhiệm công tác Hà Thanh Niên điều trị bệnh                                                            |
| 7   | Bến Tre                              | IX (2010-2015)                | Nguyễn Thành Phong  | Ủy viên Trung ương Đảng Chủ tịch Hội đồng nhân dân tỉnh (7/2013-5/2015) | Nguyễn Văn Hiếu      | Chủ tịch Ủy ban nhân dân tỉnh (7/2011-7/2013)                                                                                                 | Từ 2/2013 bổ nhiệm làm Thứ trưởng Bộ Kế hoạch và Đầu tư Miễn nhiệm Phó Bí thư tỉnh ủy năm 2013 |
| 7   | Bến Tre                              | IX (2010-2015)                | Võ Thành Hạo        | Bí thư tỉnh ủy (từ 3/2015) Chủ tịch Hội đồng nhân dân tỉnh (từ 5/2015) Chủ tịch Ủy ban nhân dân tỉnh (7/2013-5/2015) Chủ tịch Hội đồng nhân dân tỉnh (7/2011-7/2013) Phó Bí thư tỉnh ủy (đến 3/2015) | Phạm Văn Mãi         | | Phạm Văn Mãi được điều động làm Phó bí thư tỉnh ủy từ tháng 3/2014 |
| 7   | Bến Tre                              | IX (2010-2015)                | Võ Thành Hạo        | Bí thư tỉnh ủy (từ 3/2015) Chủ tịch Hội đồng nhân dân tỉnh (từ 5/2015) Chủ tịch Ủy ban nhân dân tỉnh (7/2013-5/2015) Chủ tịch Hội đồng nhân dân tỉnh (7/2011-7/2013) Phó Bí thư tỉnh ủy (đến 3/2015) | Cao Văn Trọng        | Chủ tịch Ủy ban nhân dân tỉnh (từ 5/2015) | Bổ sung năm 2015 |
| 7   | Bến Tre                              | IX (2010-2015)                | Võ Thành Hạo        | Bí thư tỉnh ủy (từ 3/2015) Chủ tịch Hội đồng nhân dân tỉnh (từ 5/2015) Chủ tịch Ủy ban nhân dân tỉnh (7/2013-5/2015) Chủ tịch Hội đồng nhân dân tỉnh (7/2011-7/2013) Phó Bí thư tỉnh ủy (đến 3/2015) | Nguyễn Quốc Bảo      | Phó Bí thư thường trực tỉnh ủy (từ 12/2012)                                                                                                   | Bổ sung năm 2015 |
| 8   | Bình Dương                           | IX (2010-2015)                | Mai Thế Trung       | Ủy viên Trung ương Đảng | Phạm Văn Cành        | Phó Bí thư Thường trực Tỉnh ủy (từ 11/2013) Chủ tịch Hội đồng nhân dân tỉnh (từ 11/2013)                                                      | Tháng 11/2013 bầu Phạm Văn Cành chức vụ Phó Bí thư |
| 8   | Bình Dương                           | IX (2010-2015)                | Mai Thế Trung       | Ủy viên Trung ương Đảng | Lê Thanh Cung        | Chủ tịch Ủy ban nhân dân Tỉnh (2011-1/1/2015)                                                                                                 | Nghỉ hưu theo chế độ từ 2015 |
| 8   | Bình Dương                           | IX (2010-2015)                | Mai Thế Trung       | Ủy viên Trung ương Đảng | Trần Văn Nam         | Chủ tịch Ủy ban nhân dân tỉnh (từ 1/1/2015)                                                                                                   | Bổ sung 30/12/2014 |
| 8   | Bình Dương                           | IX (2010-2015)                | Mai Thế Trung       | Ủy viên Trung ương Đảng | Nguyễn Hữu Từ        | | Từ Phó Chánh Văn phòng Trung ương Đảng luân chuyển (17/3/2014) |
| 8   | Bình Dương                           | IX (2010-2015)                | Mai Thế Trung       | Ủy viên Trung ương Đảng | Vũ Minh Sang         | Phó Bí thư thường trực tỉnh ủy (đến 11/2013) Chủ tịch Hội đồng nhân dân tỉnh (2011-11/2013)                                                   | Nghỉ hưu theo chế độ 11/11/2013 |
| 9   | Bình Định                            | XVIII (2010-2015)             | Nguyễn Văn Thiện    | Ủy viên Trung ương Đảng | Nguyễn Thanh Tùng    | Phó Bí thư Thường trực Tỉnh ủy Chủ tịch Hội đồng nhân dân Tỉnh                                                                                | |
| 9   | Bình Định                            | XVIII (2010-2015)             | Nguyễn Văn Thiện    | Ủy viên Trung ương Đảng | Lê Kim Toàn          | | Bổ sung ngày 4/6/2014 |
| 9   | Bình Định                            | XVIII (2010-2015)             | Nguyễn Văn Thiện    | Ủy viên Trung ương Đảng | Hồ Quốc Dũng         | Chủ tịch Ủy ban nhân dân tỉnh (từ 11/2014) | Bổ sung 2014 |
| 9   | Bình Định                            | XVIII (2010-2015)             | Nguyễn Văn Thiện    | Ủy viên Trung ương Đảng | Lê Hữu Lộc           | Chủ tịch Ủy ban nhân dân tỉnh (2011-11/2014)                                                                                                  | Nghỉ hưu theo chế độ 1/11/2014 |
| 10  | Bình Phước                           | IX (2010-2015)                | Nguyễn Tấn Hưng     | Ủy viên Trung ương Đảng Chủ tịch Hội đồng nhân dân tỉnh | Nguyễn Văn Trăm      | Chủ tịch Ủy ban nhân dân tỉnh | - |
| 10  | Bình Phước                           | IX (2010-2015)                | Nguyễn Tấn Hưng     | Ủy viên Trung ương Đảng Chủ tịch Hội đồng nhân dân tỉnh | Võ Đình Tuyến        | Phó Bí thư Thường trực tỉnh ủy (đến 7/2014)                                                                                                   | Nghỉ chế độ tháng 7/2014 |
| 10  | Bình Phước                           | IX (2010-2015)                | Nguyễn Tấn Hưng     | Ủy viên Trung ương Đảng Chủ tịch Hội đồng nhân dân tỉnh | Lê Văn Châu          | | Bổ sung tháng 3/2014 |
| 10  | Bình Phước                           | IX (2010-2015)                | Nguyễn Tấn Hưng     | Ủy viên Trung ương Đảng Chủ tịch Hội đồng nhân dân tỉnh | Nguyễn Văn Lợi       | Phó Bí thư Thường trực tỉnh ủy (từ 7/2014) | |
| 11  | Bình Thuận                           | XII (2010-2015)               | Huỳnh Văn Tí        | Ủy viên Trung ương Đảng | Lê Tiến Phương       | Chủ tịch Ủy ban nhân dân Tỉnh | Từ tháng 2/2015 Bí thư Huỳnh Văn Tí giữ chức Thứ trưởng Bộ Lao động Thương binh và Xã hội |
| 11  | Bình Thuận                           | XII (2010-2015)               | Nguyễn Mạnh Hùng    | Bí thư tỉnh ủy (từ 3/4/2015) Chủ tịch Hội đồng nhân dân Tỉnh | Dương Văn An         | | Dương Văn An được luân chuyển về làm Phó Bí thư Tỉnh ủy từ ngày 03/3/2014 |
| 11  | Bình Thuận                           | XII (2010-2015)               | Nguyễn Mạnh Hùng    | Bí thư tỉnh ủy (từ 3/4/2015) Chủ tịch Hội đồng nhân dân Tỉnh | Nguyễn Ngọc Hai      | | Từ 29/8/2015 |
| 12  | Cà Mau                               | XIV (2010-2015)               | Dương Thanh Bình    | Ủy viên Trung ương Đảng | Bùi Công Bửu         | Phó Bí thư Thường trực Tỉnh ủy Chủ tịch Hội đồng nhân dân Tỉnh                                                                                | |
| 12  | Cà Mau                               | XIV (2010-2015)               | Dương Thanh Bình    | Ủy viên Trung ương Đảng | Nguyễn Tiến Hải      | Chủ tịch Ủy ban nhân dân tỉnh (từ 30/6/2015)                                                                                                  | Bổ sung tháng 6/2015 |
| 12  | Cà Mau                               | XIV (2010-2015)               | Dương Thanh Bình    | Ủy viên Trung ương Đảng | Phạm Thành Tươi      | Chủ tịch Ủy ban nhân dân Tỉnh (2011-30/6/2015)                                                                                                | Nghỉ hưu theo chế độ |
| 13  | Cao Bằng                             | XVII (2010-2015)              | Hà Ngọc Chiến       | Ủy viên Trung ương Đảng Chủ tịch Hội đồng nhân dân Tỉnh (2011-28/5/2015) | Hoàng Trung Phong    | Phó Bí thư Thường trực Tỉnh ủy | Từ 20/4/2015 Bí thư Hà Ngọc Chiến giữ chức Phó Trưởng ban Nội chính Trung ương |
| 13  | Cao Bằng                             | XVII (2010-2015)              | Nguyễn Hoàng Anh    | Bí thư tỉnh ủy (từ 8/4/2015) Chủ tịch Hội đồng nhân dân tỉnh (từ 28/5/2015) Chủ tịch Ủy ban nhân dân Tỉnh (2011-28/5/2015) | Đinh Quế Hải         | | |
| 13  | Cao Bằng                             | XVII (2010-2015)              | Nguyễn Hoàng Anh    | Bí thư tỉnh ủy (từ 8/4/2015) Chủ tịch Hội đồng nhân dân tỉnh (từ 28/5/2015) Chủ tịch Ủy ban nhân dân Tỉnh (2011-28/5/2015) | Hoàng Xuân Ánh       | Chủ tịch Ủy ban nhân dân tỉnh (từ 28/5/2015)                                                                                                  | Bổ sung năm 2015 |
| 14  | Cần Thơ                              | XII (2010-2015)               | Nguyễn Tấn Quyên    | Ủy viên Trung ương Đảng | Nguyễn Hữu Lợi       | Chủ tịch Hội đồng nhân dân Thành phố (17/6/2011-11/7/2014)                                                                                    | Từ 9/2/2011 Bí thư Nguyễn Tấn Quyên giữ chức Phó Chủ nhiệm Ủy ban Kiểm tra Trung ương Đảng Từ tháng 7/2014 Nguyễn Hữu Lợi nghỉ chế độ                                                                  |
| 14  | Cần Thơ                              | XII (2010-2015)               | Trần Thanh Mẫn      | Ủy viên Trung ương Đảng Bí thư thành ủy (từ 9/2/2011) Phó Bí thư Thành ủy (đến 9/2/2011) | Trần Quốc Trung      | Phó Bí thư Thường trực Thành ủy (từ 2014) | Ngày 12/3/2014 Trần Quốc Trung được bầu bổ sung |
| 14  | Cần Thơ                              | XII (2010-2015)               | Trần Thanh Mẫn      | Ủy viên Trung ương Đảng Bí thư thành ủy (từ 9/2/2011) Phó Bí thư Thành ủy (đến 9/2/2011) | Phạm Gia Túc         | | Phó Chủ tịch Liên đoàn Thương mại và Công nghiệp Việt Nam luân chuyển về (12/03/2014) |
| 14  | Cần Thơ                              | XII (2010-2015)               | Trần Thanh Mẫn      | Ủy viên Trung ương Đảng Bí thư thành ủy (từ 9/2/2011) Phó Bí thư Thành ủy (đến 9/2/2011) | Lê Hùng Dũng         | Chủ tịch Ủy ban nhân dân Thành phố (từ 1/3/2014)                                                                                              | Bổ sung tháng 3/2014 |
| 14  | Cần Thơ                              | XII (2010-2015)               | Trần Thanh Mẫn      | Ủy viên Trung ương Đảng Bí thư thành ủy (từ 9/2/2011) Phó Bí thư Thành ủy (đến 9/2/2011) | Nguyễn Thanh Sơn     | Chủ tịch Ủy ban nhân dân thành phố (4/2011-3/2014)                                                                                            | Bổ sung tháng 6/2011 và miễn nhiệm tháng 2/2014 |
| 15  | Đà Nẵng                              | XX (2010-2015)                | Nguyễn Bá Thanh     | Ủy viên Trung ương Đảng | Trần Văn Minh        | Ủy viên Trung ương Đảng Chủ tịch Ủy ban nhân dân thành phố (đến 10/8/2011)                                                                    | Từ 10/8/2011 Trần Văn Minh là Phó trưởng ban Tổ chức Trung ương Từ 12/2012 Bí thư Nguyễn Bá Thanh giữ chức trưởng ban Nội chính Trung ương và miễn nhiệm Bí thư thành ủy tháng 2/2013                  |
| 15  | Đà Nẵng                              | XX (2010-2015)                | Trần Thọ            | Ủy viên Trung ương Đảng Bí thư thành ủy (từ 8/2013) Chủ tịch Hội đồng nhân dân Thành phố (từ 4/2013) Phó Bí thư thường trực thành ủy (đến 8/2013) | Võ Công Trí          | Phó Bí thư Thường trực Thành ủy (từ 12/2013)                                                                                                  | Bổ sung tháng 12/2013 |
| 15  | Đà Nẵng                              | XX (2010-2015)                | Trần Thọ            | Ủy viên Trung ương Đảng Bí thư thành ủy (từ 8/2013) Chủ tịch Hội đồng nhân dân Thành phố (từ 4/2013) Phó Bí thư thường trực thành ủy (đến 8/2013) | Nguyễn Xuân Anh      | Ủy viên Trung ương Đảng dự khuyết | Bổ sung 4/2014 |
| 15  | Đà Nẵng                              | XX (2010-2015)                | Trần Thọ            | Ủy viên Trung ương Đảng Bí thư thành ủy (từ 8/2013) Chủ tịch Hội đồng nhân dân Thành phố (từ 4/2013) Phó Bí thư thường trực thành ủy (đến 8/2013) | Văn Hữu Chiến        | Chủ tịch Ủy ban nhân dân Thành phố (10/2011-1/2015)                                                                                           | Bổ sung 30/9/2011 và từ 1/2015 nghỉ chế độ |
| 15  | Đà Nẵng                              | XX (2010-2015)                | Trần Thọ            | Ủy viên Trung ương Đảng Bí thư thành ủy (từ 8/2013) Chủ tịch Hội đồng nhân dân Thành phố (từ 4/2013) Phó Bí thư thường trực thành ủy (đến 8/2013) | Huỳnh Đức Thơ        | Chủ tịch Ủy ban nhân dân thành phố (từ 1/2015)                                                                                                | Bổ sung làm Phó Bí thư tháng 1/2015 |
| 16  | Đắk Lắk                              | XV (2010-2015)                | Niê Thuật           | Ủy viên Trung ương Đảng Chủ tịch Hội đồng nhân dân Tỉnh | Trần Sĩ Thanh        | Ủy viên Trung ương Đảng dự khuyết | Từ 1/2011 cho thôi Phó Bí thư tỉnh ủy vì được bầu làm Ủy viên Ủy ban Kiểm tra Trung ương |
| 16  | Đắk Lắk                              | XV (2010-2015)                | Niê Thuật           | Ủy viên Trung ương Đảng Chủ tịch Hội đồng nhân dân Tỉnh | Phạm Minh Tấn        | | Bổ nhiệm từ 2012 |
| 16  | Đắk Lắk                              | XV (2010-2015)                | Niê Thuật           | Ủy viên Trung ương Đảng Chủ tịch Hội đồng nhân dân Tỉnh | Eban Yphu            | Phó Bí thư Thường trực Tỉnh ủy | Bổ nhiệm từ 2011 |
| 16  | Đắk Lắk                              | XV (2010-2015)                | Niê Thuật           | Ủy viên Trung ương Đảng Chủ tịch Hội đồng nhân dân Tỉnh | Lữ Ngọc Cư           | Chủ tịch Ủy ban nhân dân tỉnh (2011-11/12/2012)                                                                                               | Miễn nhiệm vì vi phạm quy định Trung ương Từ 5/12/2012 chuyển công tác Ủy viên chuyên trách Ban Chỉ đạo Tây Nguyên                                                                                     |
| 16  | Đắk Lắk                              | XV (2010-2015)                | Niê Thuật           | Ủy viên Trung ương Đảng Chủ tịch Hội đồng nhân dân Tỉnh | Hoàng Trọng Hải      | Chủ tịch Ủy ban nhân dân tỉnh (11/12/2012-10/2/2015)                                                                                          | Nghỉ hưu theo chế độ (1/10/2014) |
| 16  | Đắk Lắk                              | XV (2010-2015)                | Niê Thuật           | Ủy viên Trung ương Đảng Chủ tịch Hội đồng nhân dân Tỉnh | Phạm Ngọc Nghị       | Chủ tịch Ủy ban nhân dân tỉnh (từ 10/2/2015)                                                                                                  | Bổ sung từ 2015 |
| 17  | Đắk Nông                             | X (2010-2015)                 | Trần Quốc Huy       | Ủy viên Trung ương Đảng | Lê Diễn              | Chủ tịch Ủy ban nhân dân Tỉnh | |
| 17  | Đắk Nông                             | X (2010-2015)                 | Trần Quốc Huy       | Ủy viên Trung ương Đảng | Nguyễn Văn Thử       | Phó Bí thư Thường trực tỉnh ủy (đến 4/4/2014)                                                                                                 | Nghỉ chế độ từ 2015 |
| 17  | Đắk Nông                             | X (2010-2015)                 | Trần Quốc Huy       | Ủy viên Trung ương Đảng | Điểu Kré             | Ủy viên Trung ương Đảng dự khuyết Chủ tịch Hội đồng nhân dân Tỉnh                                                                             | Bổ sung 4/4/2014 |
| 17  | Đắk Nông                             | X (2010-2015)                 | Trần Quốc Huy       | Ủy viên Trung ương Đảng | Trần Phương          | Phó Bí thư Thường trực tỉnh ủy (từ 4/4/2014)                                                                                                  | Bổ sung năm 4/4/2014 |
| 18  | Đồng Nai                             | IX (2010-2015)                | Trần Đình Thành     | Ủy viên Trung ương Đảng | Đinh Quốc Thái       | Chủ tịch Ủy ban nhân dân Tỉnh | |
| 18  | Đồng Nai                             | IX (2010-2015)                | Trần Đình Thành     | Ủy viên Trung ương Đảng | Phan Thị Mỹ Thanh    | Phó Bí thư Thường trực Tỉnh ủy (từ 17/7/2014)                                                                                                 | Bổ sung ngày 17/7/2014 |
| 18  | Đồng Nai                             | IX (2010-2015)                | Trần Đình Thành     | Ủy viên Trung ương Đảng | Trần Văn Tư          | Chủ tịch Hội đồng nhân dân Tỉnh | Bổ sung ngày 17/7/2014 |
| 18  | Đồng Nai                             | IX (2010-2015)                | Trần Đình Thành     | Ủy viên Trung ương Đảng | Lê Hồng Phương       | Phó Bí thư Thường trực Tỉnh ủy (đến 17/7/2014)                                                                                                | Nghỉ chế độ từ 17/7/2014 |
| 19  | Đồng Tháp                            | IX (2010-2015)                | Lê Vĩnh Tân         | Ủy viên Trung ương Đảng Chủ tịch Hội đồng nhân dân Tỉnh (đến 28/4/2014) | Đoàn Quốc Cường      | Phó Bí thư Thường trực Tỉnh ủy Chủ tịch Hội đồng nhân dân Tỉnh (từ 28/4/2014)                                                                 | Bí thư Lê Vĩnh Tân điều động làm Phó Ban Kinh tế Trung ương |
| 19  | Đồng Tháp                            | IX (2010-2015)                | Lê Minh Hoan        | Bí thư tỉnh ủy (từ 28/4/2014) Chủ tịch Ủy ban nhân dân tỉnh (đến 3/7/2014) | Nguyễn Văn Dương     | Chủ tịch Ủy ban nhân dân tỉnh (từ 3/7/2014)                                                                                                   | Nguyễn Văn Dương bổ sung Phó Bí thư từ tháng 6/2014 |
| 20  | Điện Biên                            | XII (2010-2015)               | Lò Mai Trinh        | Ủy viên Trung ương Đảng | Mùa A Sơn            | Chủ tịch Ủy ban nhân dân Tỉnh | |
| 20  | Điện Biên                            | XII (2010-2015)               | Lò Mai Trinh        | Ủy viên Trung ương Đảng | Nguyễn Thanh Tùng    | Phó Bí thư Thường trực Tỉnh ủy (đến 1/10/2014) Chủ tịch Hội đồng nhân dân Tỉnh (đến 8/12/2014)                                                | Nghỉ chế độ từ 1/10/2014 |
| 20  | Điện Biên                            | XII (2010-2015)               | Lò Mai Trinh        | Ủy viên Trung ương Đảng | Trần Văn Sơn         | Phó Bí thư Thường trực Tỉnh ủy (từ 1/10/2014) Phó Bí thư tỉnh ủy (từ 19/3/2014)                                                               | Thứ trưởng Bộ Xây dựng bổ nhiệm làm Phó Bí thư từ 19/3/2014 |
| 21  | Gia Lai                              | XIV (2010-2015)               | Hà Sơn Nhin         | Ủy viên Trung ương Đảng | Phạm Đình Thu        | Phó Bí thư Thường trực Tỉnh ủy Chủ tịch Hội đồng nhân dân Tỉnh                                                                                | |
| 21  | Gia Lai                              | XIV (2010-2015)               | Hà Sơn Nhin         | Ủy viên Trung ương Đảng | Phạm Thế Dũng        | Chủ tịch Ủy ban nhân dân Tỉnh (đến 15/7/2015)                                                                                                 | |
| 21  | Gia Lai                              | XIV (2010-2015)               | Hà Sơn Nhin         | Ủy viên Trung ương Đảng | Dương Văn Trang      | | Bổ sung từ ngày 22/5/2014 |
| 21  | Gia Lai                              | XIV (2010-2015)               | Hà Sơn Nhin         | Ủy viên Trung ương Đảng | Bùi Văn Cường        | Ủy viên Trung ương Đảng dự khuyết | Từ 27/9/2011 là Phó Trưởng ban Dân vận Trung ương |
| 22  | Hà Giang                             | XV (2010-2015)                | Triệu Tài Vinh      | Ủy viên Trung ương Đảng | Vương Mí Vàng        | Phó Bí thư Thường trực Tỉnh ủy Chủ tịch Hội đồng nhân dân Tỉnh                                                                                | |
| 22  | Hà Giang                             | XV (2010-2015)                | Triệu Tài Vinh      | Ủy viên Trung ương Đảng | Nguyễn Đình Khang    | | Tổng giám đốc Tập đoàn Hóa chất Việt Nam bổ nhiệm phó Bí thư tỉnh ủy từ 13/3/2014 |
| 22  | Hà Giang                             | XV (2010-2015)                | Triệu Tài Vinh      | Ủy viên Trung ương Đảng | Đàm Văn Bông         | Chủ tịch Ủy ban nhân dân Tỉnh | |
| 23  | Hà Nam                               | XVIII (2010-2015)             | Trần Xuân Lộc       | Ủy viên Thường vụ Tỉnh ủy Chủ tịch Hội đồng nhân dân Tỉnh (đến 21/11/2014) | Nguyễn Xuân Đông     | Chủ tịch Ủy ban nhân dân Tỉnh (từ 21/11/2014)                                                                                                 | Bí thư Trần Xuân Lộc nghỉ chế độ Nguyễn Xuân Đông bổ nhiệm phó bí thư từ 11/2014 |
| 23  | Hà Nam                               | XVIII (2010-2015)             | Mai Tiến Dũng       | Ủy viên Trung ương Đảng Bí thư tỉnh ủy (từ 21/11/2014) Chủ tịch Hội đồng nhân dân tỉnh (từ 21/11/2014) Chủ tịch Ủy ban nhân dân tỉnh (đến 21/11/2014) Phó Bí thư tỉnh ủy (đến 21/11/2014) | Lê Văn Tân           | Phó Bí thư Thường trực Tỉnh ủy | |
| 24  | Hà Nội                               | XV (2010-2015)                | Phạm Quang Nghị     | Ủy viên Bộ Chính trị Bí thư Thành ủy | Nguyễn Thế Thảo      | Ủy viên Trung ương Đảng Chủ tịch Ủy ban nhân dân Thành phố                                                                                    | |
| 24  | Hà Nội                               | XV (2010-2015)                | Phạm Quang Nghị     | Ủy viên Bộ Chính trị Bí thư Thành ủy | Nguyễn Công Soái     | Phó Bí thư Thường trực Thành ủy (đến 1/3/2015)                                                                                                | Nghỉ chế độ |
| 24  | Hà Nội                               | XV (2010-2015)                | Phạm Quang Nghị     | Ủy viên Bộ Chính trị Bí thư Thành ủy | Ngô Thị Doãn Thanh   | Ủy viên Trung ương Đảng Chủ tịch Hội đồng nhân dân Thành phố (đến 6/4/2015)                                                                   | Từ 11/3/2015 là Phó trưởng Ban Dân vận Trung ương |
| 24  | Hà Nội                               | XV (2010-2015)                | Phạm Quang Nghị     | Ủy viên Bộ Chính trị Bí thư Thành ủy | Tưởng Phi Chiến      | | Nghỉ hưu từ ngày 1/3/2015 |
| 24  | Hà Nội                               | XV (2010-2015)                | Phạm Quang Nghị     | Ủy viên Bộ Chính trị Bí thư Thành ủy | Nguyễn Thị Bích Ngọc | Chủ tịch Hội đồng nhân dân Thành phố (từ 6/4/2015)                                                                                            | Phó Bí thư Thành ủy từ ngày 15/1/2015 |
| 24  | Hà Nội                               | XV (2010-2015)                | Phạm Quang Nghị     | Ủy viên Bộ Chính trị Bí thư Thành ủy | Ngô Thị Thanh Hằng   | Phó Bí thư Thường trực (từ 1/3/2015) | Phó Bí thư Thành ủy từ ngày 15/1/2015 |
| 25  | Hà Tĩnh                              | XVII (2010-2015)              | Nguyễn Thanh Bình   | Ủy viên Trung ương Đảng Chủ tịch Hội đồng nhân dân tỉnh (đến 15/5/2015) | Đinh Xuân Việt       | Phó Bí thư thường trực tỉnh ủy (đến 31/12/2013)                                                                                               | Bí thư Nguyễn Thanh Bình làm Phó trưởng ban Tổ chức Trung ương từ 9/2/2015 Đinh Xuân Việt nghỉ chế độ                                                                                                  |
| 25  | Hà Tĩnh                              | XVII (2010-2015)              | Võ Kim Cự           | Bí thư tỉnh ủy (từ 9/2/2015) Chủ tịch Hội đồng nhân dân tỉnh (từ 15/5/2015) Chủ tịch Ủy ban nhân dân tỉnh (đến 15/5/2015) Phó Bí thư tỉnh ủy (đến 9/2/2015) | Trần Nam Hồng        | Phó Bí thư Thường trực tỉnh ủy (từ 31/12/2013)                                                                                                | Trần Nam Hồng bổ sung ngày 31/12/2013 |
| 25  | Hà Tĩnh                              | XVII (2010-2015)              | Võ Kim Cự           | Bí thư tỉnh ủy (từ 9/2/2015) Chủ tịch Hội đồng nhân dân tỉnh (từ 15/5/2015) Chủ tịch Ủy ban nhân dân tỉnh (đến 15/5/2015) Phó Bí thư tỉnh ủy (đến 9/2/2015) | Lê Thành Long        | | Thứ trưởng Bộ Tư pháp bổ nhiệm 27/3/2014 |
| 25  | Hà Tĩnh                              | XVII (2010-2015)              | Võ Kim Cự           | Bí thư tỉnh ủy (từ 9/2/2015) Chủ tịch Hội đồng nhân dân tỉnh (từ 15/5/2015) Chủ tịch Ủy ban nhân dân tỉnh (đến 15/5/2015) Phó Bí thư tỉnh ủy (đến 9/2/2015) | Lê Đình Sơn          | Chủ tịch Ủy ban nhân dân tỉnh (từ 15/5/2015)                                                                                                  | Bổ sung ngày 8/5/2015 |
| 26  | Hải Dương                            | XV (2010-2015)                | Bùi Thanh Quyến     | Ủy viên Trung ương Đảng Chủ tịch Hội đồng nhân dân Tỉnh | Vũ Văn Sơn           | Phó Bí thư Thường trực Tỉnh ủy | |
| 26  | Hải Dương                            | XV (2010-2015)                | Bùi Thanh Quyến     | Ủy viên Trung ương Đảng Chủ tịch Hội đồng nhân dân Tỉnh | Nguyễn Mạnh Hiển     | Chủ tịch Ủy ban nhân dân Tỉnh | |
| 27  | Hải Phòng                            | XIV (2010-2015)               | Nguyễn Văn Thành    | Ủy viên Trung ương Đảng Chủ tịch Hội đồng nhân dân thành phố (đến 8/12/2014) | Nguyễn Thị Nghĩa     | Phó Bí thư Thường trực Tỉnh ủy | Bí thư Nguyễn Văn Thành được phân công giữ chức Phó chánh văn phòng Trung ương Đảng từ 1/12/2014 |
| 27  | Hải Phòng                            | XIV (2010-2015)               | Dương Anh Điền      | Bí thư thành ủy (từ 1/12/2014) Chủ tịch Hội đồng nhân dân Thành phố (từ 8/12/2014) Chủ tịch Ủy ban nhân dân Thành phố (đến 8/12/2014) | Lê Văn Thành         | Chủ tịch Ủy ban nhân dân thành phố (từ 8/12/2014)                                                                                             | Lê Văn Thành bổ sung 25/4/2014 |
| 28  | Hậu Giang                            | XII (2010-2015)               | Huỳnh Minh Chắc     | Ủy viên Trung ương Đảng | Trần Công Chánh      | Chủ tịch Ủy ban nhân dân Tỉnh | |
| 28  | Hậu Giang                            | XII (2010-2015)               | Huỳnh Minh Chắc     | Ủy viên Trung ương Đảng | Đinh Văn Chung       | Phó Bí thư Thường trực Tỉnh ủy (từ 11/2011) Chủ tịch Hội đồng nhân dân Tỉnh                                                                   | Bổ sung từ tháng 11/2011 |
| 28  | Hậu Giang                            | XII (2010-2015)               | Huỳnh Minh Chắc     | Ủy viên Trung ương Đảng | Đặng Thế Vinh        | | Phó Chủ nhiệm Ủy ban Kinh tế Quốc hội luân chuyển về từ 14/3/2014 |
| 28  | Hậu Giang                            | XII (2010-2015)               | Huỳnh Minh Chắc     | Ủy viên Trung ương Đảng | Nguyễn Chiến Bình    | Phó Bí thư Thường trực (đến 11/2011) | Từ 8/11/2011 là Phó Tổng thanh tra Chính phủ |
| 29  | Hòa Bình                             | XV (2010-2015)                | Hoàng Việt Cường    | Ủy viên Thường vụ Tỉnh ủy | Nguyễn Văn Quang     | Chủ tịch Ủy ban nhân dân Tỉnh (từ 15/4/2014) Chủ tịch Hội đồng nhân dân tỉnh (đến 15/4/2014) Phó Bí thư Thường trực tỉnh ủy (đến 6/2014)      | Bí thư Hoàng Việt Cường nghỉ hưu theo chế độ từ 12/2013 |
| 29  | Hòa Bình                             | XV (2010-2015)                | Bùi Văn Tỉnh        | Ủy viên Trung ương Đảng Bí thư Tỉnh ủy (từ 31/12/2013) Chủ tịch Hội đồng nhân dân tỉnh (từ 15/4/2014) Chủ tịch Ủy ban nhân dân Tỉnh (đến 15/4/2014) Phó Bí thư tỉnh ủy | Trần Đăng Ninh       | Phó Bí thư Thường trực Tỉnh ủy (từ 6/2014) | Bổ sung tháng 6/2014 |
| 30  | Hưng Yên                             | XVII (2010-2015)              | Nguyễn Văn Cường    | Ủy viên Thường vụ tỉnh ủy | Nguyễn Khắc Hào      | Phó Bí thư Thường trực Tỉnh ủy (21/11/2013-1/6/2015)                                                                                          | Bí thư Nguyễn Văn Cường nghỉ chế độ từ 3/2013 Nguyễn Khắc Hào bầu bổ sung 21/11/2013 và nghỉ chế độ 1/6/2015                                                                                           |
| 30  | Hưng Yên                             | XVII (2010-2015)              | Nguyễn Văn Thông    | Ủy viên Trung ương Đảng Bí thư tỉnh ủy (từ 15/3/2013) Chủ tịch Hội đồng nhân dân tỉnh (từ 23/7/2013) Chủ tịch Ủy ban nhân dân tỉnh (đến 23/7/2013) Phó Bí thư tỉnh ủy (đến 15/3/2013) | Doãn Thế Cường       | Chủ tịch Ủy ban nhân dân Tỉnh (từ 23/7/2013) Chủ tịch Hội đồng nhân dân tỉnh (đến 23/7/2013) Phó Bí thư Thường trực Tỉnh ủy (đến 21/11/2013)  | |
| 30  | Hưng Yên                             | XVII (2010-2015)              | Nguyễn Văn Thông    | Ủy viên Trung ương Đảng Bí thư tỉnh ủy (từ 15/3/2013) Chủ tịch Hội đồng nhân dân tỉnh (từ 23/7/2013) Chủ tịch Ủy ban nhân dân tỉnh (đến 23/7/2013) Phó Bí thư tỉnh ủy (đến 15/3/2013) | Đỗ Tiến Sỹ           | Phó Bí thư Thường trực Tỉnh ủy (từ 1/6/2015)                                                                                                  | Bầu bổ sung Phó Bí thư từ 11/7/2014 |
| 31  | Thành phố Hồ Chí Minh                | IX (2010-2015)                | Lê Thanh Hải        | Ủy viên Bộ Chính trị Bí thư Thành ủy | Lê Hồng Quân         | Ủy viên Trung ương Đảng Chủ tịch Ủy ban nhân dân Thành phố                                                                                    | |
| 31  | Thành phố Hồ Chí Minh                | IX (2010-2015)                | Lê Thanh Hải        | Ủy viên Bộ Chính trị Bí thư Thành ủy | Nguyễn Thị Thu Hà    | Ủy viên Trung ương Đảng | |
| 31  | Thành phố Hồ Chí Minh                | IX (2010-2015)                | Lê Thanh Hải        | Ủy viên Bộ Chính trị Bí thư Thành ủy | Nguyễn Văn Đua       | Phó Bí thư Thường trực Thành ủy (đến 15/4/2014)                                                                                               | Nghỉ chế độ từ 4/2014 |
| 31  | Thành phố Hồ Chí Minh                | IX (2010-2015)                | Lê Thanh Hải        | Ủy viên Bộ Chính trị Bí thư Thành ủy | Võ Văn Thưởng        | Ủy viên Trung ương Đảng Phó Bí thư Thường trực Thành ủy (từ 15/4/2014)                                                                        | Phân công nhiệm vụ từ 15/4/2014 |
| 31  | Thành phố Hồ Chí Minh                | IX (2010-2015)                | Lê Thanh Hải        | Ủy viên Bộ Chính trị Bí thư Thành ủy | Nguyễn Thị Quyết Tâm | Chủ tịch Hội đồng nhân dân Thành phố | Bổ sung Phó Bí thư từ ngày 19/10/2011 |
| 31  | Thành phố Hồ Chí Minh                | IX (2010-2015)                | Lê Thanh Hải        | Ủy viên Bộ Chính trị Bí thư Thành ủy | Nguyễn Thành Phong   | Ủy viên Trung ương Đảng | Bí thư Tỉnh ủy Bến Tre luân chuyển làm Phó Bí thư từ ngày 24/3/2015 |
| 32  | Khánh Hòa                            | XVI (2010-2015)               | Lê Thanh Quang      | Ủy viên Trung ương Đảng Chủ tịch Hội đồng nhân dân Tỉnh | Nguyễn Tấn Tuân      | Phó Bí thư Thường trực Tỉnh ủy | |
| 32  | Khánh Hòa                            | XVI (2010-2015)               | Lê Thanh Quang      | Ủy viên Trung ương Đảng Chủ tịch Hội đồng nhân dân Tỉnh | Nguyễn Chiến Thắng   | Chủ tịch Ủy ban nhân dân Tỉnh | |
| 33  | Kiên Giang                           | IX (2010-2015)                | Bùi Quang Bền       | Ủy viên Trung ương Đảng | Lê Văn Thi           | Chủ tịch Ủy ban nhân dân Tỉnh | Bí thư Bùi Quang Bền được bổ nhiệm Thứ trưởng Bộ Công an từ 11/7/2011 Lê Văn Thi bổ sung phó bí thư tỉnh ủy từ 6/2011                                                                                  |
| 33  | Kiên Giang                           | IX (2010-2015)                | Nguyễn Thanh Sơn    | Ủy viên Trung ương Đảng Bí thư Tỉnh ủy (11/7/2011-4/3/2015) Chủ tịch Hội đồng nhân dân Tỉnh (đến 7/7/2015) Phó Bí thư tỉnh ủy (đến 11/7/2011) | Nguyễn Thanh Nghị    | Ủy viên Trung ương Đảng dự khuyết | Từ 4/3/2015 Bí thư Nguyễn Thanh Sơn là Phó Chủ nhiệm Ủy ban Kiểm tra Trung ương Nguyễn Thanh Nghị phó Bí thư tỉnh ủy từ 13/3/2014                                                                      |
| 33  | Kiên Giang                           | IX (2010-2015)                | Trần Minh Thống     | Bí thư Tỉnh ủy (từ 4/3/2015) Phó Bí thư Thường trực Tỉnh ủy (đến 4/3/2015) | Đặng Tuyết Em        | Phó Bí thư thường trực tỉnh ủy (từ 3/2015) Chủ tịch Hội đồng nhân dân tỉnh (từ 7/7/2015)                                                      | Đặng Tuyết Em bầu bổ sung năm 2015 |
| 34  | Kon Tum                              | XIV (2010-2015)               | Hà Ban              | Ủy viên Trung ương Đảng Chủ tịch Hội đồng nhân dân Tỉnh (đến 23/4/2015) | Y Mửi                | Phó Bí thư Thường trực Tỉnh ủy | Từ 26/2/2015 Bí thư Hà Ban được bổ nhiệm làm Phó trưởng Ban Tổ chức Trung ương |
| 34  | Kon Tum                              | XIV (2010-2015)               | Nguyễn Văn Hùng     | Bí thư Tỉnh ủy (từ 26/2/2015) Chủ tịch Hội đồng nhân dân tỉnh (từ 23/4/2015) Chủ tịch Ủy ban nhân dân Tỉnh (đến 23/4/2015) Phó bí thư tỉnh ủy (đến 26/2/2015) | Đào Xuân Quý         | Chủ tịch Ủy ban nhân dân tỉnh (từ 23/4/2015)                                                                                                  | |
| 35  | Lai Châu                             | XII (2010-2015)               | Lò Văn Giàng        | Ủy viên Trung ương Đảng | Tô Như Sơn           | Phó Bí thư Thường trực Tỉnh ủy (đến 1/3/2014)                                                                                                 | Bí thư Lò Văn Giang được điều động làm Phó Trưởng Ban dân vận Trung ương từ 17/3/2015 Tô Như Son nghỉ chế độ từ 1/3/2014                                                                               |
| 35  | Lai Châu                             | XII (2010-2015)               | Nguyễn Khắc Chử     | Bí thư Tỉnh ủy (từ 17/3/2015) Chủ tịch Ủy ban nhân dân Tỉnh (đến 18/5/2014) Phó Bí thư tỉnh ủy (đến 17/3/2015) | Vũ Văn Hoàn          | | Vũ Văn Hoàn bổ sung phó bí thư từ 28/4/2014 |
| 35  | Lai Châu                             | XII (2010-2015)               | Nguyễn Khắc Chử     | Bí thư Tỉnh ủy (từ 17/3/2015) Chủ tịch Ủy ban nhân dân Tỉnh (đến 18/5/2014) Phó Bí thư tỉnh ủy (đến 17/3/2015) | Đỗ Ngọc An           | Phó Bí thư Thường trực Tỉnh ủy (từ 1/3/2014) Chủ tịch Ủy ban nhân dân tỉnh (từ 18/5/2014)                                                     | Bổ sung tháng 3/2014 |
| 35  | Lai Châu                             | XII (2010-2015)               | Nguyễn Khắc Chử     | Bí thư Tỉnh ủy (từ 17/3/2015) Chủ tịch Ủy ban nhân dân Tỉnh (đến 18/5/2014) Phó Bí thư tỉnh ủy (đến 17/3/2015) | Giàng Páo Mỷ         | Chủ tịch Hội đồng nhân dân tỉnh | Bổ sung phó bí thư tỉnh ủy từ 18/5/2015 |
| 36  | Lạng Sơn                             | XV (2010-2015)                | Phùng Thanh Kiểm    | Ủy viên Trung ương Đảng Chủ tịch Hội đồng nhân dân Tỉnh | Nguyễn Thế Tuy       | Phó Bí thư Thường trực Tỉnh ủy | |
| 36  | Lạng Sơn                             | XV (2010-2015)                | Phùng Thanh Kiểm    | Ủy viên Trung ương Đảng Chủ tịch Hội đồng nhân dân Tỉnh | Nguyễn Văn Thanh     | | Phó Tổng Thanh tra chính phủ luân chuyển về (20/3/2014) |
| 36  | Lạng Sơn                             | XV (2010-2015)                | Phùng Thanh Kiểm    | Ủy viên Trung ương Đảng Chủ tịch Hội đồng nhân dân Tỉnh | Vy Văn Thành         | Chủ tịch Ủy ban nhân dân Tỉnh | |
| 37  | Lào Cai                              | XIV (2010-2015)               | Nguyễn Hữu Vạn      | Ủy viên Trung ương Đảng | Tô Quang Thu         | | Ngày 9/3/2011 Tô Quang Thu đảm nhiệm Phó Chủ nhiệm Ủy ban Kiểm tra Trung ương Bí thư Nguyễn Hữu Vạn được bổ nhiệm làm Tổng Kiểm toán Nhà nước từ 8/2013                                                |
| 37  | Lào Cai                              | XIV (2010-2015)               | Nguyễn Văn Vịnh     | Ủy viên Ban Thường vụ Tỉnh ủy Bí thư Tỉnh ủy (từ 5/8/2013) Chủ tịch Ủy ban nhân dân tỉnh (đến 11/12/2013) Phó Bí thư tỉnh ủy (đến 5/8/2013) | Sùng Chúng           | Phó Bí thư Thường trực Tỉnh ủy (đến 11/2014)                                                                                                  | Sùng Chúng nghỉ chế độ tháng 11/2014 |
| 37  | Lào Cai                              | XIV (2010-2015)               | Nguyễn Văn Vịnh     | Ủy viên Ban Thường vụ Tỉnh ủy Bí thư Tỉnh ủy (từ 5/8/2013) Chủ tịch Ủy ban nhân dân tỉnh (đến 11/12/2013) Phó Bí thư tỉnh ủy (đến 5/8/2013) | Doãn Văn Hưởng       | Chủ tịch Ủy ban nhân dân Tỉnh (từ 11/12/2013)                                                                                                 | Bổ sung Phó bí thư tỉnh ủy ngày 26/11/2013 |
| 37  | Lào Cai                              | XIV (2010-2015)               | Nguyễn Văn Vịnh     | Ủy viên Ban Thường vụ Tỉnh ủy Bí thư Tỉnh ủy (từ 5/8/2013) Chủ tịch Ủy ban nhân dân tỉnh (đến 11/12/2013) Phó Bí thư tỉnh ủy (đến 5/8/2013) | Hầu A Lềnh           | Ủy viên Trung ương Đảng dự khuyết | Bổ sung 20/7/2015 |
| 38  | Lâm Đồng                             | IX (2010-2015)                | Huỳnh Phong Tranh   | Ủy viên Trung ương Đảng | Vũ Công Tiến         | | Bí thư Huỳnh Phong Tranh được bổ nhiệm làm Tổng Thanh tra Chính phủ từ 3/8/2011 |
| 38  | Lâm Đồng                             | IX (2010-2015)                | Nguyễn Xuân Tiến    | Ủy viên Trung ương Đảng Bí thư Tỉnh ủy (từ 20/9/2014) Chủ tịch Hội đồng nhân dân Tỉnh (từ 17/11/2014) Chủ tịch Ủy ban nhân dân tỉnh (30/8/2011-17/11/2014) Phó Bí thư tỉnh ủy (30/8/2011-20/9/2014) Chủ tịch Hội đồng nhân dân Tỉnh (1/11/2011-30/8/2011) Phó Bí thư thường trực tỉnh ủy (1/11/2011-30/8/2011) | Hoàng Sĩ Sơn         | Phó Bí thư Thường trực Tỉnh ủy | Hoàng Sĩ Sơn bổ nhiệm từ 1/2012 |
| 38  | Lâm Đồng                             | IX (2010-2015)                | Huỳnh Đức Hòa       | Bí thư tỉnh ủy (7/9/2011-20/9/2014) Chủ tịch Hội đồng nhân dân tỉnh (30/8/2011-17/11/2014) Chủ tịch Ủy ban nhân dân tỉnh (1/11/2011-30/8/2011) Phó Bí thư Tỉnh ủy (đến 7/9/2011) | Đoàn Văn Việt        | Chủ tịch Ủy ban nhân dân Tỉnh (từ 17/11/2014)                                                                                                 | Bí thư Huỳnh Đức Hòa nghỉ hưu từ 1/8/2014 Đoàn Văn Việt bổ sung phó Bí thư từ 11/2014 |
| 39  | Long An                              | IX (2010-2015)                | Mai Văn Chính       | Ủy viên Trung ương Đảng | Đỗ Hữu Lâm           | Chủ tịch Ủy ban nhân dân Tỉnh | Từ 26/3/2015 Bí thư Mai Văn Chính được phân công làm phó trưởng Ban Tổ chức Trung ương |
| 39  | Long An                              | IX (2010-2015)                | Nguyễn Nam Việt     | Bí thư tỉnh ủy (từ 25/3/2015) Phó Bí thư Thường trực Tỉnh ủy (đến 25/3/2015) | Dương Quốc Xuân      | | Dương Quốc Xuân làm Phó trưởng Ban chỉ đạo Tây Nam Bộ từ 2012 |
| 39  | Long An                              | IX (2010-2015)                | Nguyễn Nam Việt     | Bí thư tỉnh ủy (từ 25/3/2015) Phó Bí thư Thường trực Tỉnh ủy (đến 25/3/2015) | Phạm Văn Rạnh        | | bổ sung 3/6/2015 |
| 40  | Nam Định                             | XVII (2010-2015)              | Phạm Hồng Hà        | Ủy viên Trung ương Đảng Chủ tịch Hội đồng nhân dân Tỉnh (đến 14/4/2015) | Đoàn Hồng Phong      | Chủ tịch Ủy ban nhân dân Tỉnh (từ 23/6/2014)                                                                                                  | Đoàn Hồng Phong bầu bổ sung phó bí thư 7/2014 Từ 9/3/2015 Bí thư Phạm Hồng Hà được bổ nhiệm làm Thứ trưởng Bộ Xây dựng                                                                                 |
| 40  | Nam Định                             | XVII (2010-2015)              | Nguyễn Khắc Hưng    | Bí thư tỉnh ủy (từ 6/3/2015) Phó Bí thư Thường trực Tỉnh ủy (đến 6/3/2015) | Trần Văn Chung       | Chủ tịch Hội đồng nhân dân tỉnh (từ 14/4/2015) Phó Bí thư thường trực tỉnh ủy (từ 6/3/2015)                                                   | Trần Văn Chung bổ sung phó bí thư năm 2014 |
| 40  | Nam Định                             | XVII (2010-2015)              | Nguyễn Khắc Hưng    | Bí thư tỉnh ủy (từ 6/3/2015) Phó Bí thư Thường trực Tỉnh ủy (đến 6/3/2015) | Nguyễn Văn Tuấn      | Chủ tịch Ủy ban nhân dân tỉnh (đến 23/6/2014)                                                                                                 | Nghỉ chế độ |
| 41  | Nghệ An                              | XVII (2010-2015)              | Phan Đình Trạc      | Ủy viên Trung ương Đảng | Trần Hồng Châu       | Phó Bí thư Thường trực Tỉnh ủy Chủ tịch Hội đồng nhân dân Tỉnh                                                                                | Từ 12/3/2013 Bí thư Phan Đình Trạc được bổ nhiệm làm Phó trưởng Ban Nội chính Trung ương |
| 41  | Nghệ An                              | XVII (2010-2015)              | Hồ Đức Phớc         | Bí thư tỉnh ủy (từ 12/3/2013) Chủ tịch Ủy ban nhân dân tỉnh (đến 21/5/2013) Phó Bí thư tỉnh ủy (đến 12/3/2013) | Nguyễn Xuân Đường    | Chủ tịch Ủy ban nhân dân Tỉnh (từ 21/5/2013)                                                                                                  | Nguyễn Xuân Đường được bổ sung Phó Bí thư tỉnh ủy tháng 5/2013 |
| 41  | Nghệ An                              | XVII (2010-2015)              | Hồ Đức Phớc         | Bí thư tỉnh ủy (từ 12/3/2013) Chủ tịch Ủy ban nhân dân tỉnh (đến 21/5/2013) Phó Bí thư tỉnh ủy (đến 12/3/2013) | Lê Quang Huy         | | Bổ sung Phó Bí thư tỉnh ủy từ 28/3/2014 |
| 42  | Ninh Bình                            | XX (2010-2015)                | Đinh Tiến Dũng      | Ủy viên Trung ương Đảng | Bùi Văn Thắng        | Chủ tịch Ủy ban nhân dân Tỉnh (đến 2/11/2014)                                                                                                 | Bí thư Đinh Tiến Dũng được phân công làm Tổng Kiểm toán nhà nước từ 15/8/2011 Bùi Văn Thắng nghỉ chế độ                                                                                                |
| 42  | Ninh Bình                            | XX (2010-2015)                | Bùi Văn Nam         | Ủy viên Trung ương Đảng Bí thư tỉnh ủy (15/8/2011-5/8/2013) | Nguyễn Tiến Thành    | Phó Bí thư Thường trực Tỉnh ủy Chủ tịch Hội đồng nhân dân Tỉnh                                                                                | Thứ trưởng Bộ Công an Bùi Văn Nam được phân công làm bí thư tỉnh ủy năm 2011 và được bổ nhiệm lại làm Thứ trưởng Bộ Công an năm 2013                                                                   |
| 42  | Ninh Bình                            | XX (2010-2015)                | Nguyễn Thị Thanh    | Ủy viên Trung ương Đảng dự khuyết Bí thư tỉnh ủy (từ 5/8/2013) | Đinh Văn Điến        | Chủ tịch Ủy ban nhân dân Tỉnh (từ 2/11/2014)                                                                                                  | Đinh Văn Điến bổ sung Phó Bí thư tỉnh ủy tháng 11/2014 |
| 43  | Ninh Thuận                           | XII (2010-2015)               | Nguyễn Chí Dũng     | Ủy viên Trung ương Đảng Chủ tịch Hội đồng nhân dân tỉnh (đến 10/6/2014) | Nguyễn Đức Dũng      | Phó Bí thư thường trực (đến 18/2/2014) | Ngày 18/2/2014 Bí thư Nguyễn Chí Dũng nhận nhiệm vụ Thứ trưởng Bộ Kế hoạch và Đầu tư Nguyễn Đức Dũng nghỉ hưu từ 2/2014                                                                                |
| 43  | Ninh Thuận                           | XII (2010-2015)               | Nguyễn Đức Thanh    | Bí thư tỉnh ủy (từ 18/2/2014) Chủ tịch Hội đồng nhân dân tỉnh (từ 10/6/2014) Chủ tịch Ủy ban nhân dân tỉnh (đến 10/6/2014) Phó Bí thư tỉnh ủy (đến 18/2/2014) | Lưu Xuân Vĩnh        | Phó Bí thư thường trực (từ 18/2/2014) Chủ tịch Ủy ban nhân dân Tỉnh (từ 10/6/2014)                                                            | Lưu Xuân Vĩnh được bổ nhiệm làm phó bí thư ngày 18/2/2014 |
| 44  | Phú Thọ                              | XVII (2010-2015)              | Nguyễn Doãn Khánh   | Ủy viên Trung ương Đảng Chủ tịch Hội đồng nhân dân Tỉnh (đến 25/4/2013) | Bùi Minh Châu        | Phó Bí thư Thường trực Tỉnh ủy | Từ ngày 4/2/2013 bí thư Nguyễn Doãn Khánh được bổ nhiệm làm Phó trưởng Ban Nội chính Trung ương |
| 44  | Phú Thọ                              | XVII (2010-2015)              | Hoàng Dân Mạc       | Bí thư Tỉnh ủy (từ 3/4/2013) Chủ tịch Hội đồng nhân dân Tỉnh (từ 25/4/2013) Chủ tịch Ủy ban nhân dân tỉnh (đến 25/4/2013) | Chu Ngọc Anh         | Ủy viên Trung ương Đảng dự khuyết Chủ tịch Ủy ban nhân dân Tỉnh (từ 25/4/2013)                                                                | Thứ trưởng Bộ Khoa học và Công nghệ được bổ sung ngày 3/4/2013 |
| 45  | Phú Yên                              | XV (2010-2015)                | Đào Tấn Lộc         | Ủy viên Trung ương Đảng | Huỳnh Tấn Việt       | Phó Bí thư Thường trực Tỉnh ủy Chủ tịch Hội đồng nhân dân Tỉnh                                                                                | |
| 45  | Phú Yên                              | XV (2010-2015)                | Đào Tấn Lộc         | Ủy viên Trung ương Đảng | Phạm Đình Cự         | Chủ tịch Ủy ban nhân dân Tỉnh | |
| 45  | Phú Yên                              | XV (2010-2015)                | Đào Tấn Lộc         | Ủy viên Trung ương Đảng | Hoàng Văn Trà        | | Uỷ viên Uỷ ban Kiểm tra Trung ương luân chuyển Phó bí thư tỉnh ủy ngày 21/3/2014 |
| 46  | Quảng Bình                           | XV (2010-2015)                | Lương Ngọc Bính     | Ủy viên Trung ương Đảng Chủ tịch Hội đồng nhân dân Tỉnh | Hoàng Đăng Quang     | Phó Bí thư Thường trực Tỉnh ủy | |
| 46  | Quảng Bình                           | XV (2010-2015)                | Lương Ngọc Bính     | Ủy viên Trung ương Đảng Chủ tịch Hội đồng nhân dân Tỉnh | Nguyễn Hữu Hoài      | Chủ tịch Ủy ban nhân dân Tỉnh | |
| 47  | Quảng Nam                            | XX (2010-2015)                | Nguyễn Đức Hải      | Ủy viên Trung ương Đảng | Nguyễn Văn Sỹ        | Phó Bí thư Thường trực Tỉnh ủy (đến 7/2014) Chủ tịch Hội đồng nhân dân (đến 11/7/2014)                                                        | Bí thư Nguyễn Đức Hải làm Phó Chủ nhiệm Ủy ban Kiểm tra Trung ương từ 2/2015 Nguyễn Văn Sỹ nghỉ chế độ từ 7/2014                                                                                       |
| 47  | Quảng Nam                            | XX (2010-2015)                | Lê Phước Thanh      | Bí thư Tỉnh ủy (từ 27/2/2015) Chủ tịch Ủy ban nhân dân Tỉnh (đến 6/4/2015) | Đinh Văn Thu         | Chủ tịch Ủy ban nhân dân Tỉnh (từ 6/4/2015)                                                                                                   | Đinh Văn Thu là Phó Bí thư từ ngày 6/4/2015 |
| 47  | Quảng Nam                            | XX (2010-2015)                | Nguyễn Ngọc Quang   | Bí thư Tỉnh ủy (từ 30/9/2015) Phó Bí thư Thường trực Tỉnh ủy (7/2014-30/9/2015) Chủ tịch Hội đồng nhân dân Tỉnh (từ 11/7/2014) | Phan Việt Cường      | | Phan Việt Cường bổ sung Phó Bí thư tỉnh ủy ngày 30/9/2015 |
| 48  | Quảng Ngãi                           | XVIII (2010-2015)             | Nguyễn Hòa Bình     | Ủy viên Trung ương Đảng | Cao Khoa             | Phó Bí thư thường trực (đến 6/2011) Chủ tịch Ủy ban nhân dân tỉnh (20/6/2011-22/7/2014) Phó Bí thư thường trực (từ 6/2011-)                   | Bí thư Nguyễn Hòa Bình được bổ nhiệm làm Viện trưởng Viện kiểm sát nhân dân tối cao Cao Khoa nghỉ chế độ từ 1/5/2014                                                                                   |
| 48  | Quảng Ngãi                           | XVIII (2010-2015)             | Võ Văn Thưởng       | Ủy viên Trung ương Đảng Bí thư tỉnh ủy (11/8/2011-17/4/2014) | Phạm Minh Toản       | Chủ tịch Hội đồng nhân dân tỉnh (đến 17/4/2014)                                                                                               | Pham Minh Toản nghỉ chế độ từ 4/2014 Bí thư Võ Văn Thưởng là Bí thư Trung ương Đoàn phân công đảm nhiệm từ 11/8/2011 và từ 17/4/2014 là Phó bí thư Thành ủy Hồ Chí Minh                                |
| 48  | Quảng Ngãi                           | XVIII (2010-2015)             | Nguyễn Minh         | Quyền Bí thư (17/4/2014-18/6/2015) Phó bí thư thường trực (đến 17/4/2014) | Trần Ngọc Căng       | Chủ tịch Hội đồng nhân dân Tỉnh (từ 10/6/2014) Phó Bí thư Thường trực Tỉnh ủy (từ 6/2014)                                                     | Trần Ngọc Căng bổ sung làm Phó bí thư tháng 4/2014 |
| 48  | Quảng Ngãi                           | XVIII (2010-2015)             | Lê Viết Chữ         | Bí thư tỉnh ủy (từ 18/6/2015) Chủ tịch Ủy ban nhân dân Tỉnh (từ 22/7/2014) | Trần Văn Minh        | | Bổ sung ngày 13/3/2014 |
| 49  | Quảng Ninh                           | XIII (2010-2015)              | Vũ Đức Đam          | Ủy viên Trung ương Đảng | Nguyễn Đức Long      | Chủ tịch Ủy ban nhân dân Tỉnh (đến 9/4/2015) Chủ tịch Hội đồng nhân dân Tỉnh (đến 9/4/2015)                                                   | Bí thư Vũ Đức Đam đảm nhiệm chức vụ Chủ nhiệm Văn phòng Chính phủ từ tháng 7/2011 |
| 49  | Quảng Ninh                           | XIII (2010-2015)              | Phạm Minh Chính     | Ủy viên Trung ương Đảng Bí thư Tỉnh ủy (8/8/2011-9/4/2015) | Đỗ Thị Hoàng         | Phó Bí thư Thường trực Tỉnh ủy | Thứ trưởng Bộ Công An Phạm Minh Chính bổ nhiệm làm Bí thư tỉnh ủy từ 8/2011 và làm phó trưởng Ban Tổ chức trung ương từ 9/4/2015                                                                       |
| 49  | Quảng Ninh                           | XIII (2010-2015)              | Nguyễn Văn Đọc      | Bí thư Tỉnh ủy (từ 9/4/2015) Chủ tịch Hội đồng nhân dân Tỉnh (từ 9/4/2015) Chủ tịch Ủy ban nhân dân tỉnh (đến 9/4/2015) | Vũ Hồng Thanh        | | Vũ Hồng Thanh bổ nhiệm Phó Bí thư Tỉnh ủy ngày 9/3/2015 |
| 50  | Quảng Trị                            | XV (2010-2015)                | Lê Hữu Phúc         | Ủy viên Trung ương Đảng Chủ tịch Hội đồng nhân dân Tỉnh | Nguyễn Đức Cường     | Chủ tịch Ủy ban nhân dân Tỉnh (đến 17/11/2014)                                                                                                | Nguyễn Đức Cường nghỉ chế độ |
| 50  | Quảng Trị                            | XV (2010-2015)                | Lê Hữu Phúc         | Ủy viên Trung ương Đảng Chủ tịch Hội đồng nhân dân Tỉnh | Thái Vĩnh Liệu       | Phó Bí thư thường trực tỉnh ủy (đến 2/2015)                                                                                                   | Nghỉ chế độ từ 3/2/2015 |
| 50  | Quảng Trị                            | XV (2010-2015)                | Lê Hữu Phúc         | Ủy viên Trung ương Đảng Chủ tịch Hội đồng nhân dân Tỉnh | Nguyễn Đức Chính     | Chủ tịch Ủy ban nhân dân Tỉnh (từ 17/11/2014)                                                                                                 | Bổ sung tháng 11/2014 |
| 50  | Quảng Trị                            | XV (2010-2015)                | Lê Hữu Phúc         | Ủy viên Trung ương Đảng Chủ tịch Hội đồng nhân dân Tỉnh | Phạm Đức Châu        | Phó Bí thư thường trực tỉnh ủy (từ 2/2015) | Bổ sung Phó bí thư tỉnh ủy từ 2015 |
| 51  | Sóc Trăng                            | XII (2010-2015)               | Võ Minh Chiến       | Ủy viên Trung ương Đảng | Nguyễn Đức Kiên      | | Nguyễn Đức Kiên đảm nhiệm chức vụ Phó chủ nhiệm Uỷ ban Kinh tế của Quốc hội từ 2011 |
| 51  | Sóc Trăng                            | XII (2010-2015)               | Võ Minh Chiến       | Ủy viên Trung ương Đảng | Nguyễn Trung Hiếu    | Chủ tịch Ủy ban nhân dân Tỉnh | Bí thư Võ Minh Chiến đảm nhiệm Phó Trưởng Ban Chỉ đạo Tây Nam Bộ từ 24/3/2015 |
| 51  | Sóc Trăng                            | XII (2010-2015)               | Lê Thành Quân       | Bí thư Tỉnh ủy (từ 24/3/2015) Phó Bí thư thường trực tỉnh ủy (đến 24/3/2015) | Sơn Minh Thắng       | Ủy viên Trung ương Đảng Phó Bí thư Thường trực Tỉnh ủy (từ 24/3/2015)                                                                         | Phó Chủ nhiệm Ủy ban Dân tộc Sơn Minh Thắng bổ sung phó bí thư tỉnh ủy từ 19/3/2014 |
| 52  | Sơn La                               | XIII (2010-2015)              | Thào Xuân Sùng      | Ủy viên Trung ương Đảng | Cầm Ngọc Minh        | Chủ tịch Ủy ban nhân dân Tỉnh | Bí thư Thào Xuân Sùng đảm nhiệm Phó Trưởng ban Dân vận Trung ương từ 24/6/2012 |
| 52  | Sơn La                               | XIII (2010-2015)              | Trương Quang Nghĩa  | Ủy viên Trung ương Đảng Bí thư tỉnh ủy (24/6/2012-11/2/2015) | Nguyễn Đắc Quỳnh     | Phó Bí thư thường trực tỉnh ủy (từ 11/2/2015)                                                                                                 | Bí thư Đảng ủy khối Doanh nghiệp Trung ương đảm nhiệm bí thư tỉnh ủy từ 24/6/2012 và từ 11/2/2015 bổ nhiệm làm Phó Trưởng Ban Kinh tế Trung ương                                                       |
| 52  | Sơn La                               | XIII (2010-2015)              | Hoàng Văn Chất      | Bí thư tỉnh ủy (từ 11/2/2015) Chủ tịch Hội đồng nhân dân tỉnh Phó Bí thư thường trực tỉnh ủy (đến 11/2/2015) | Nguyễn Đắc Quỳnh     | Phó Bí thư thường trực tỉnh ủy (từ 11/2/2015)                                                                                                 | Nguyễn Đắc Quỳnh bổ sung Phó bí thư 18/3/2014 |
| 53  | Tây Ninh                             | IX (2010-2015)                | Nguyễn Văn Nên      | Ủy viên Trung ương Đảng | Lê Minh Trọng        | Phó Bí thư Thường trực Tỉnh ủy (đến 1/8/2015)                                                                                                 | Từ 30/7/2011 bí thư Nguyễn Văn Nên đảm nhiệm Phó trưởng Ban Thường trực Ban Chỉ đạo Tây Nguyên Lê Minh Trọng nghỉ chế độ từ 1/4/2015                                                                   |
| 53  | Tây Ninh                             | IX (2010-2015)                | Võ Văn Phuông       | Ủy viên Trung ương Đảng Bí thư Tỉnh ủy (30/7/2011-31/7/2015) Phó bí thư tỉnh ủy (đến 30/7/2011) | Nguyễn Thị Thu Thủy  | Chủ tịch Ủy ban nhân dân Tỉnh | Từ 1/8/2015 bí thư Võ Văn Phuông làm phó trưởng Ban Tuyên giáo trung ương |
| 53  | Tây Ninh                             | IX (2010-2015)                | Trần Lưu Quang      | Ủy viên Dự khuyết Trung ương Đảng Bí thư tỉnh ủy (từ 1/8/2015) | Nguyễn Minh Tân      | Phó Bí thư Thường trực Tỉnh ủy (từ 1/8/2015)                                                                                                  | Ngày 31/7/2015 bổ nhiệm Phó chủ tịch Ủy ban nhân dân tỉnh Trần Lưu Quang làm Bí thư tỉnh ủy |
| 54  | Thái Bình                            | XVIII (2010-2015)             | Nguyễn Hạnh Phúc    | Ủy viên Trung ương Đảng Chủ tịch Hội đồng nhân dân tỉnh (đến 14/11/2011) | Nguyễn Hồng Diên     | Phó Bí thư thường trực Tỉnh ủy (đến 5/2015) Chủ tịch Ủy ban nhân dân Tỉnh (từ 6/3/2015) Chủ tịch Hội đồng nhân dân tỉnh (14/11/2011-6/3/2015) | Từ ngày 20/8/2011 bí thư Nguyễn Hạnh Phúc làm chủ nhiệm Văn phòng Quốc hội |
| 54  | Thái Bình                            | XVIII (2010-2015)             | Trần Cẩm Tú         | Ủy viên Trung ương Đảng Bí thư tỉnh ủy (20/8/2011-14/2/2015) | Đặng Trọng Thăng     | Phó bí thư thường trực tỉnh ủy (từ 5/2015) | Phó Chủ nhiệm Ủy ban Kiểm tra Trung ương Trần Cẩm Tú bổ nhiệm làm bí thư tỉnh ủy từ 20/8/2011 và từ 14/2/2015 đảm nhiệm lại chức vụ Phó Chủ nhiệm Ủy ban Kiểm tra Trung ương                           |
| 54  | Thái Bình                            | XVIII (2010-2015)             | Phạm Văn Sinh       | Bí thư tỉnh ủy (từ 14/2/2015) Chủ tịch Hội đồng nhân dân Tỉnh (từ 6/3/2015) Chủ tịch Ủy ban nhân dân tỉnh (đến 6/3/2015) Phó bí thư (đến 14/2/2015) | Đặng Trọng Thăng     | Phó bí thư thường trực tỉnh ủy (từ 5/2015) | Đặng Trọng Thăng bổ sung phó bí thư tỉnh ủy từ 5/2015 |
| 55  | Thái Nguyên                          | XVIII (2010-2015)             | Phạm Xuân Đương     | Ủy viên Trung ương Đảng | Nguyễn Văn Kim       | Phó Bí thư Thường trực Tỉnh ủy (đến 6/8/2014)                                                                                                 | Từ 31/1/2013 bí thư Phạm Văn Đương được bổ nhiệm làm Phó Trưởng Ban Kinh tế Trung ương Nguyễn Văn Kim nghỉ chế độ từ 6/8/2014                                                                          |
| 55  | Thái Nguyên                          | XVIII (2010-2015)             | Nguyễn Đình Phách   | Ủy viên Trung ương Đảng Bí thư tỉnh ủy (từ 18/2/2013) | Trần Quốc Tỏ         | Phó Bí thư Thường trực Tỉnh ủy (từ 6/8/2014)                                                                                                  | Phó tổng cục trưởng Tổng cục Cảnh sát Trần Quốc Tỏ được Ban Bí thư luân chuyển ngày 26/3/2014 Phó chủ nhiệm Ủy ban Kiểm tra Trung ương Nguyễn Đình Phách được bổ nhiệm làm bí thư tỉnh ủy từ 18/2/2013 |
| 55  | Thái Nguyên                          | XVIII (2010-2015)             | Nguyễn Đình Phách   | Ủy viên Trung ương Đảng Bí thư tỉnh ủy (từ 18/2/2013) | Vũ Hồng Bắc          | Chủ tịch Hội đồng nhân dân Tỉnh | Bổ sung làm Phó bí thư tỉnh ủy từ 6/8/2014 |
| 55  | Thái Nguyên                          | XVIII (2010-2015)             | Nguyễn Đình Phách   | Ủy viên Trung ương Đảng Bí thư tỉnh ủy (từ 18/2/2013) | Dương Ngọc Long      | Chủ tịch Ủy ban nhân dân Tỉnh | Bổ sung phó bí thư tỉnh ủy từ 7/2011 |
| 56  | Thanh Hóa                            | XVII (2010-2015)              | Mai Văn Ninh        | Ủy viên Trung ương Đảng Chủ tịch Hội đồng nhân dân Tỉnh (đến 30/12/2014) | Hoàng Văn Hoằng      | Phó Bí thư thường trực tỉnh ủy (đến 4/6/2015)                                                                                                 | Bí thư Mai Văn Ninh đảm nhiệm Phó Trưởng Ban Tuyên giáo Trung ương từ 27/11/2014 |
| 56  | Thanh Hóa                            | XVII (2010-2015)              | Mai Văn Ninh        | Ủy viên Trung ương Đảng Chủ tịch Hội đồng nhân dân Tỉnh (đến 30/12/2014) | Hoàng Văn Hoằng      | Phó Bí thư thường trực tỉnh ủy (đến 4/6/2015)                                                                                                 | Hoàng Văn Hoằng nghỉ chế độ từ 4/2015 |
| 56  | Thanh Hóa                            | XVII (2010-2015)              | Trịnh Văn Chiến     | Bí thư Tỉnh ủy (từ 27/11/2014) Chủ tịch Hội đồng nhân dân Tỉnh (từ 30/12/2014) Chủ tịch Ủy ban nhân dân tỉnh (đến 30/12/2014) Phó bí thư tỉnh ủy (đến 27/11/2014) | Đinh Tiên Phong      | | |
| 56  | Thanh Hóa                            | XVII (2010-2015)              | Trịnh Văn Chiến     | Bí thư Tỉnh ủy (từ 27/11/2014) Chủ tịch Hội đồng nhân dân Tỉnh (từ 30/12/2014) Chủ tịch Ủy ban nhân dân tỉnh (đến 30/12/2014) Phó bí thư tỉnh ủy (đến 27/11/2014) | Nguyễn Thị Xuân Thu  | | Thứ trưởng Bộ Nông nghiệp và Phát triển Nông thôn luân chuyển về từ 26/3/2014 |
| 56  | Thanh Hóa                            | XVII (2010-2015)              | Trịnh Văn Chiến     | Bí thư Tỉnh ủy (từ 27/11/2014) Chủ tịch Hội đồng nhân dân Tỉnh (từ 30/12/2014) Chủ tịch Ủy ban nhân dân tỉnh (đến 30/12/2014) Phó bí thư tỉnh ủy (đến 27/11/2014) | Đỗ Trọng Hưng        | Phó Bí thư Thường trực Tỉnh ủy (từ 4/6/2015)                                                                                                  | Bổ sung làm Phó bí thư từ 4/6/2015 |
| 56  | Thanh Hóa                            | XVII (2010-2015)              | Trịnh Văn Chiến     | Bí thư Tỉnh ủy (từ 27/11/2014) Chủ tịch Hội đồng nhân dân Tỉnh (từ 30/12/2014) Chủ tịch Ủy ban nhân dân tỉnh (đến 30/12/2014) Phó bí thư tỉnh ủy (đến 27/11/2014) | Nguyễn Đình Xứng     | Chủ tịch Ủy ban nhân dân tỉnh (từ 30/12/2014)                                                                                                 | Bổ sung Phó bí thư tỉnh ủy từ 26/12/2014 |
| 57  | Thừa Thiên Huế                       | XIV (2010-2015)               | Nguyễn Ngọc Thiện   | Ủy viên Trung ương Đảng Chủ tịch Hội đồng nhân dân tỉnh (đến 25/10/2014) | Nguyễn Văn Cao       | Chủ tịch Ủy ban nhân dân Tỉnh | |
| 57  | Thừa Thiên Huế                       | XIV (2010-2015)               | Nguyễn Ngọc Thiện   | Ủy viên Trung ương Đảng Chủ tịch Hội đồng nhân dân tỉnh (đến 25/10/2014) | Trần Thanh Bình      | Phó Bí thư Thường trực Tỉnh ủy | |
| 57  | Thừa Thiên Huế                       | XIV (2010-2015)               | Nguyễn Ngọc Thiện   | Ủy viên Trung ương Đảng Chủ tịch Hội đồng nhân dân tỉnh (đến 25/10/2014) | Lê Trường Lưu        | Chủ tịch Hội đồng nhân dân Tỉnh (đến 25/10/2014)                                                                                              | Bổ sung Phó bí thư tỉnh ủy tháng 10/2014 |
| 58  | Tiền Giang                           | IX (2010-2015)                | Trần Thế Ngọc       | Ủy viên Trung ương Đảng | Nguyễn Văn Khang     | Chủ tịch Ủy ban nhân dân Tỉnh | |
| 58  | Tiền Giang                           | IX (2010-2015)                | Trần Thế Ngọc       | Ủy viên Trung ương Đảng | Lê Hồng Quang        | | Phó Chánh án Tòa án nhân dân Tối cao được Ban Bí thư luân chuyển 21/3/2014 |
| 58  | Tiền Giang                           | IX (2010-2015)                | Trần Thế Ngọc       | Ủy viên Trung ương Đảng | Nguyễn Văn Danh      | Phó Bí thư Thường trực Tỉnh ủy Chủ tịch Hội đồng nhân dân Tỉnh                                                                                | |
| 59  | Trà Vinh                             | IX (2010-2015)                | Trần Trí Dũng       | Ủy viên Trung ương Đảng | Dương Hoàng Nghĩa    | Phó Bí thư Thường trực Tỉnh ủy (6/2014-8/2014) Chủ tịch Hội đồng nhân dân Tỉnh (đến 4/8/2014)                                                 | Dương Hoàng Nghĩa nghỉ chế độ |
| 59  | Trà Vinh                             | IX (2010-2015)                | Trần Trí Dũng       | Ủy viên Trung ương Đảng | Thạch Hel            | Phó Bí thư thường trực Tỉnh ủy (đến 6/2013)                                                                                                   | Nghỉ hưu |
| 59  | Trà Vinh                             | IX (2010-2015)                | Trần Trí Dũng       | Ủy viên Trung ương Đảng | Trần Khiêu           | Chủ tịch Ủy ban nhân dân tỉnh (đến 7/2013) | Miễn nhiệm xin nghỉ hưu vì lý do sức khỏe |
| 59  | Trà Vinh                             | IX (2010-2015)                | Trần Trí Dũng       | Ủy viên Trung ương Đảng | Thạch Dư             | | Bổ sung làm phó bí thư tỉnh ủy từ 7/2013 đến 18/6/2014 làm thứ trưởng Bộ Ngoại giao |
| 59  | Trà Vinh                             | IX (2010-2015)                | Trần Trí Dũng       | Ủy viên Trung ương Đảng | Đồng Văn Lâm         | Chủ tịch Ủy ban nhân dân Tỉnh (từ 1/2014) | Bổ sung làm phó bí thư tỉnh ủy tháng 1/2014 |
| 59  | Trà Vinh                             | IX (2010-2015)                | Trần Trí Dũng       | Ủy viên Trung ương Đảng | Ngô Chí Cường        | Phó bí thư thường trực tỉnh ủy (từ 8/2014) | Bổ sung năm 2014 |
| 59  | Trà Vinh                             | IX (2010-2015)                | Trần Trí Dũng       | Ủy viên Trung ương Đảng | Sơn Thị Ánh Hồng     | Chủ tịch Hội đồng nhân dân tỉnh (từ 4/8/2014)                                                                                                 | Bổ sung tháng 8/2014 |
| 60  | Tuyên Quang                          | XV (2010-2015)                | Nguyễn Sáng Vang    | Ủy viên Trung ương Đảng Chủ tịch Hội đồng nhân dân tỉnh (đến 14/5/2015) | Nguyễn Hữu Hoan      | Phó Bí thư Thường trực Tỉnh uỷ | Bí thư Nguyễn Sang Vang bổ nhiệm làm Phó Chủ nhiệm Ủy ban Kiểm tra Trung ương từ 2/2015 |
| 60  | Tuyên Quang                          | XV (2010-2015)                | Nguyễn Sáng Vang    | Ủy viên Trung ương Đảng Chủ tịch Hội đồng nhân dân tỉnh (đến 14/5/2015) | Nguyễn Hữu Hoan      | Phó Bí thư Thường trực Tỉnh uỷ | Nguyễn Hữu Hoan nghỉ chế độ từ 1/2014 |
| 60  | Tuyên Quang                          | XV (2010-2015)                | Nguyễn Sáng Vang    | Ủy viên Trung ương Đảng Chủ tịch Hội đồng nhân dân tỉnh (đến 14/5/2015) | Đỗ Văn Chiến         | Ủy viên Trung ương Đảng | Bổ nhiệm làm Bí thư tỉnh ủy Yên Bái từ 17/8/2011 |
| 60  | Tuyên Quang                          | XV (2010-2015)                | Chẩu Văn Lâm        | Bí thư tỉnh ủy (từ 26/2/2015) Chủ tịch Hội đồng nhân dân Tỉnh (đến 14/5/2015) Chủ tịch Ủy ban nhân dân tỉnh (đến 14/5/2015) Phó Bí thư tỉnh ủy (6/2011-5/2015) | Phạm Minh Huấn       | Phó Bí thư Thường trực Tỉnh uỷ Chủ tịch Ủy ban nhân dân tỉnh (từ 14/5/2015)                                                                   | Phạm Minh Huấn bổ sung năm 2015 |
| 61  | Vĩnh Long                            | IX (2010-2015)                | Đặng Thị Ngọc Thịnh | Ủy viên Trung ương Đảng | Nguyễn Văn Diệp      | Chủ tịch Ủy ban nhân dân tỉnh (đến 1/10/2014)                                                                                                 | Bí thư Đặng Thị Ngọc Thịnh giữ chức Phó Chánh Văn phòng Trung ương Đảng từ 24/3/2015 |
| 61  | Vĩnh Long                            | IX (2010-2015)                | Đặng Thị Ngọc Thịnh | Ủy viên Trung ương Đảng | Nguyễn Văn Diệp      | Chủ tịch Ủy ban nhân dân tỉnh (đến 1/10/2014)                                                                                                 | Nguyễn Văn Diệp nghỉ chế độ |
| 61  | Vĩnh Long                            | IX (2010-2015)                | Đặng Thị Ngọc Thịnh | Ủy viên Trung ương Đảng | Phạm Văn Lực         | Phó Bí thư thường trực Tỉnh ủy (đến 12/2014) Chủ tịch Hội đồng nhân dân Tỉnh (đến 9/12/2014)                                                  | Nghỉ hưu theo chế độ |
| 61  | Vĩnh Long                            | IX (2010-2015)                | Trần Văn Rón        | Bí thư tỉnh ủy (từ 24/3/2015) Chủ tịch Ủy ban nhân dân tỉnh (1/10/2014-16/6/2015) Phó bí thư tỉnh ủy (10/2014-24/3/2015) | Nguyễn Văn Quang     | Chủ tịch Ủy ban nhân dân Tỉnh (từ 16/6/2015)                                                                                                  | Nguyễn Văn Quang bổ sung Phó bí thư tỉnh ủy từ 6/2015 |
| 61  | Vĩnh Long                            | IX (2010-2015)                | Trần Văn Rón        | Bí thư tỉnh ủy (từ 24/3/2015) Chủ tịch Ủy ban nhân dân tỉnh (1/10/2014-16/6/2015) Phó bí thư tỉnh ủy (10/2014-24/3/2015) | Nguyễn Thị Thu Hà    | | Phó Chủ tịch Hội Liên hiệp Phụ nữ Việt Nam Ban Bí thư luân chuyển từ tháng 3/2014 |
| 61  | Vĩnh Long                            | IX (2010-2015)                | Trần Văn Rón        | Bí thư tỉnh ủy (từ 24/3/2015) Chủ tịch Ủy ban nhân dân tỉnh (1/10/2014-16/6/2015) Phó bí thư tỉnh ủy (10/2014-24/3/2015) | Trương Văn Sáu       | Phó Bí thư thường trực Tỉnh ủy (đến 12/2014) Chủ tịch Hội đồng nhân dân Tỉnh (từ 9/12/2014)                                                   | Bổ sung Phó bí thư tỉnh ủy từ 12/2014 |
| 62  | Vĩnh Phúc                            | XV (2010-2015)                | Phạm Văn Vọng       | Ủy viên Trung ương Đảng Chủ tịch Hội đồng nhân dân tỉnh (đến 24/4/2015) | Phùng Quang Hùng     | Chủ tịch Ủy ban nhân dân tỉnh | Từ 14/3/2015 bí thư Phạm Văn Vọng nhận công tác trong Ủy ban Kiểm tra Trung ương |
| 62  | Vĩnh Phúc                            | XV (2010-2015)                | Phạm Văn Vọng       | Ủy viên Trung ương Đảng Chủ tịch Hội đồng nhân dân tỉnh (đến 24/4/2015) | Phùng Quang Hùng     | Chủ tịch Ủy ban nhân dân tỉnh | Phùng Văn Hùng nghỉ chế độ từ 1/6/2015 |
| 62  | Vĩnh Phúc                            | XV (2010-2015)                | Phạm Văn Vọng       | Ủy viên Trung ương Đảng Chủ tịch Hội đồng nhân dân tỉnh (đến 24/4/2015) | Nguyễn Thế Trường    | Phó Bí thư Thường trực Tỉnh ủy | |
| 62  | Vĩnh Phúc                            | XV (2010-2015)                | Hoàng Thị Thúy Lan  | Bí thư tỉnh ủy (từ 14/3/2015) Chủ tịch Hội đồng nhân dân Tỉnh (từ 24/4/2015) Phó bí thư tỉnh ủy (10/4/2014-14/3/2015) | Nguyễn Văn Trì       | | Nguyễn Văn Trì được bầu bổ sung Phó bí thư tỉnh ủy từ 11/8/2015 |
| 63  | Yên Bái                              | XVII (2010-2015)              | Đào Ngọc Dung       | Ủy viên Trung ương Đảng Chủ tịch Hội đồng nhân dân tỉnh (đến 21/12/2011) | Dương Văn Thống      | Phó Bí thư Thường trực Tỉnh ủy Chủ tịch Hội đồng nhân dân Tỉnh (từ 21/12/2011)                                                                | Bí thư Đào Ngọc Dung giữ chức Bí thư Đảng bộ khối các cơ quan trung ương từ 18/8/2011 |
| 63  | Yên Bái                              | XVII (2010-2015)              | Đỗ Văn Chiến        | Ủy viên Trung ương Đảng Bí thư tỉnh ủy (17/8/2011-5/3/2015) | Phạm Thị Thanh Trà   | Chủ tịch Ủy ban nhân dân tỉnh (từ 20/4/2015)                                                                                                  | Phạm Thị Thanh Trà bổ sung phó bí thư tỉnh ủy từ 4/2015 |
| 63  | Yên Bái                              | XVII (2010-2015)              | Phạm Duy Cường      | Bí thư tỉnh ủy (đến 5/3/2015) Chủ tịch Ủy ban nhân dân tỉnh (đến 20/4/2015) Phó bí thư tỉnh ủy (đến 5/3/2015) | Phạm Thị Thanh Trà   | Chủ tịch Ủy ban nhân dân tỉnh (từ 20/4/2015)                                                                                                  | Phó bí thư tỉnh ủy Tuyên Quang Đỗ Văn Chiến được điều động làm bí thư tỉnh ủy từ 8/2011 và là Phó Chủ nhiệm Ủy ban Dân tộc từ 5/3/2015                                                                 |